# Tratado de Petrópolis
O Tratado de Petrópolis, firmado em 17 de novembro de 1903 em Petrópolis, pôs fim à disputa territorial entre Brasil e Bolívia pelo território do Acre. Nele foi estipulado a venda do território do Acre da Bolívia para o Brasil. Em compensação, o Brasil cedeu para a Bolívia territórios na bacia do rio Paraguai, dentre eles a Bahia Negra, além do Triângulo do Abunã. Ademais, o governo brasileiro também se comprometeu a construir a Estrada de Ferro Madeira-Mamoré para dar trânsito às trocas comerciais bolivianas pelo rio Amazonas, além de pagar à Bolívia a quantia de 2 milhões de libras esterlinas (cerca de 2,3 bilhões de reais a preços atuais) para indenizar o Bolivian Syndicate, um consórcio de investidores estadunidenses, pela rescisão do contrato de arrendamento, firmado em 1901 com o governo boliviano. Esse contrato foi motivado pela incapacidade do governo da Bolívia ocupar o atual território do Acre ante à crescente invasão do seu território por brasileiros.

## Antecedentes

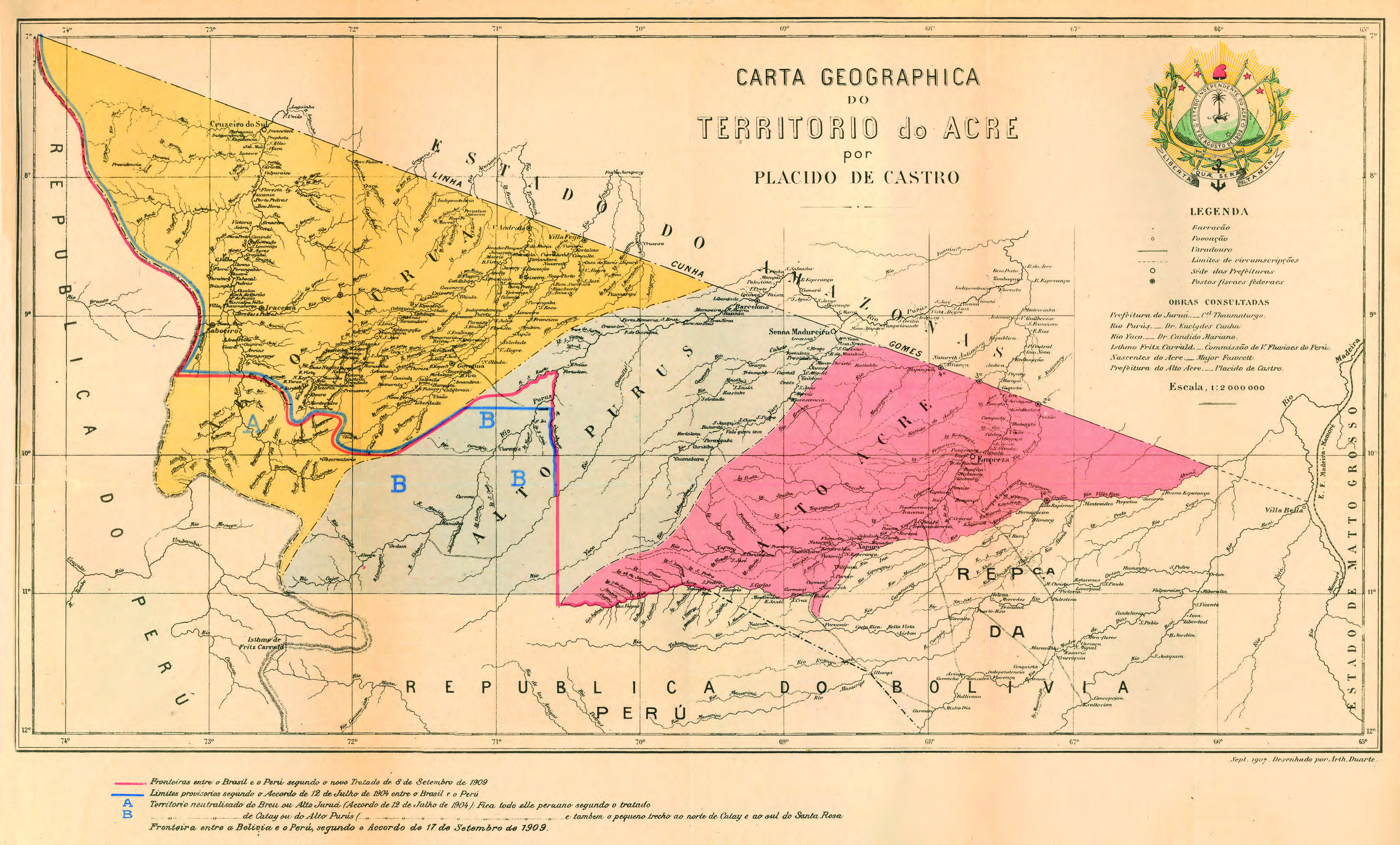
Mapa do Território do Acre comprado da Bolívia. Inclui as áreas cedidas ao Peru

O que viria a ser o estado do Acre era parte integrante do território boliviano desde 1750. A partir do início ciclo da borracha, em 1879, deu-se nessa região a busca intensa por látex e isto fez com que os seringueiros do Brasil subissem o rio Purus, iniciando, então, o povoamento do Acre. No ano de 1898 o Brasil reconheceu que o atual estado do Acre pertencia à Bolívia, porém os bolivianos eram incapazes de povoá-lo dado o seu difícil acesso.
Foi naquele mesmo ano que a Bolívia enviou uma missão de ocupação ao Acre, causando, um ano depois, uma revolta armada dos colonos brasileiros que ali estavam e que já eram um grande número; essa rebelião contou com o apoio do estado do Amazonas.
Pressionados, os bolivianos foram obrigados a deixar a região. Receoso de um possível retorno, o governador do Amazonas, Ramalho Júnior organizou uma unidade de aventureiros que regressaram ao Acre e proclamaram a república da região no dia 14 de julho de 1899, mudando o nome para Porto Acre.
O governo brasileiro, tomando ciência do ocorrido, reconhecia a região como território boliviano e não brasileiro. A fim de dissipar essa revolta, o Brasil enviou tropas que dissolveram a República do Acre no dia 15 de março de 1900.

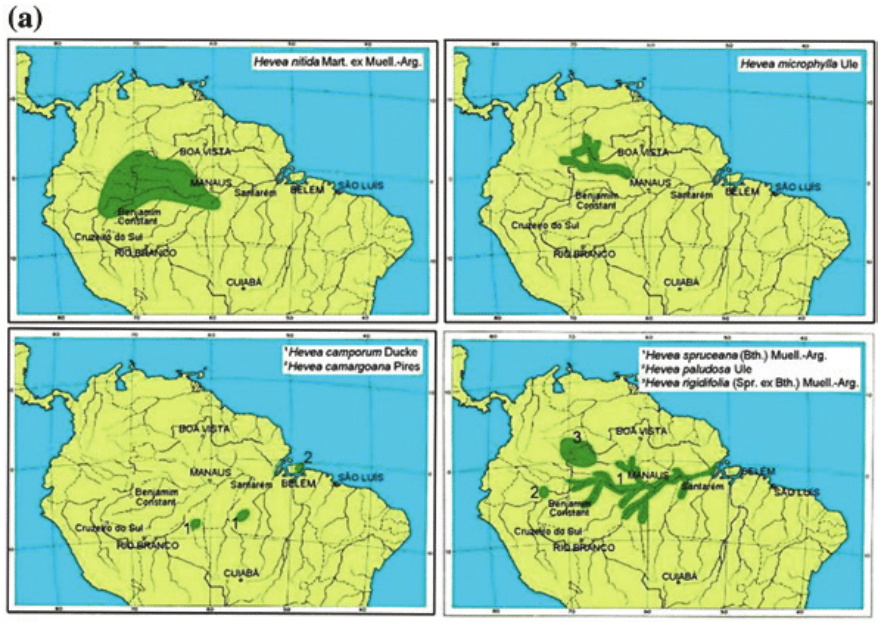
Distribuição geográfica de diversas espécias de seringueiras

Após esse episódio, a Bolívia organizou uma pequena missão militar de ocupação da região, mas foram impedidos pelos ocupantes brasileiros que ainda se encontravam no local. Como na primeira vez, os revoltosos ainda contaram com o apoio do governador do Amazonas, Silvério Neri, que enviou uma nova expedição para a ocupação, que foi denominada como a Expedição dos Poetas, onde proclamaram a Segunda República do Acre em novembro de 1900. Porém, desta vez, quem reagiu foi a própria tropa militar boliviana, que colocou fim à República um mês depois.

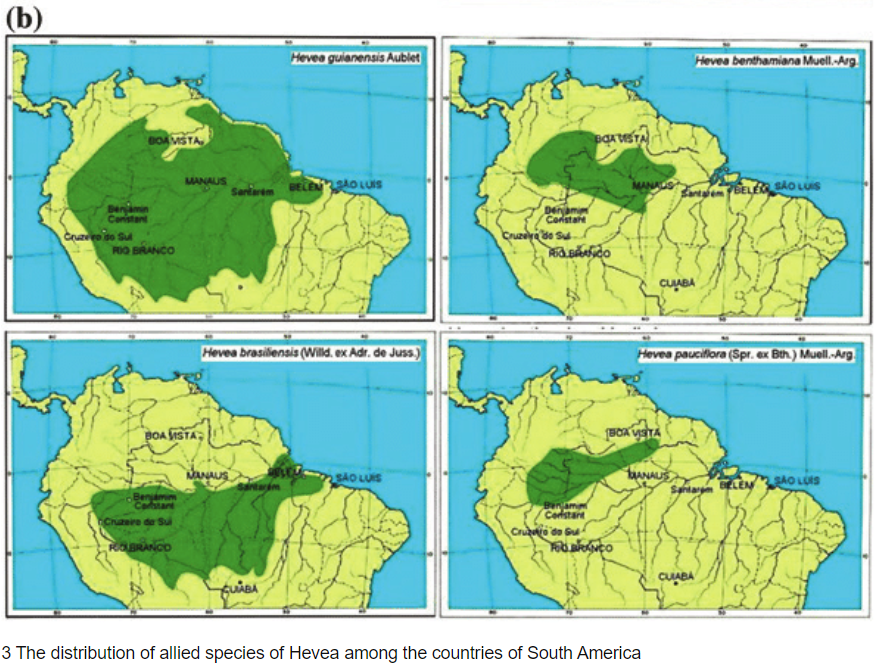
Distribuição geográfica de diversas espécies de seringueiras, entre elas a hevea brasiliensis, a mais prolífica para produção de látex

Em 6 de agosto de 1902, um militar brasileiro chamado José Plácido de Castro foi enviado para o Acre pelo governador do Estado do Amazonas e iniciou a Revolução Acriana. Os rebeldes tomaram toda a região e implantaram a Terceira República do Acre, agora com o apoio do atual presidente do Brasil, Rodrigues Alves e do seu ministro do exterior, Barão do Rio Branco. Cabe apontar que o país criado por Plácido de Castro era maior que o território comprado da Bolívia pelo Barão do Rio Branco.
No Decreto n° 3 de 28 de janeiro de 1903 assim escreve: "Paragrapho Unico. A area do Estado Independente do Acre fica encerrada nos seguintes limites: Ao norte, a Republica brasileira, pela linha traçada da nascente do Javary á foz do Beni, ao sudeste, o rio Beni acima da foz até á foz do Orton, deste ponto acima pelo leito do Orton até a confluência do Manuripe com o Tauamano e dahi pelo leito do Manuripe até sua nascente principal; pelo sul, por uma parallela ao Equador, traçada da nascente do Manuripe á fronteira do Perú, ao oeste, finalmente, com a Republica do Perú; revogadas as disposições em contrario".
A Bolívia pensou em reagir novamente quanto à tomada do território acreano, mas antes que ocorresse alguma batalha significativa, o Barão do Rio Branco intermediou diplomaticamente propondo um acordo entre o Brasil e a Bolívia, que ficou conhecido como o Tratado de Petrópolis.
Ficou acertado que a Bolívia abriria mão do estado do Acre (que na época tinha um território de aproximadamente 190 mil km²) em troca de territórios brasileiros do estado do Mato Grosso (uma área de 3 164 km²) e receberia também a quantia de 2 milhões de libras esterlinas devido ao látex extraído na região.

## Pontos mais importantes

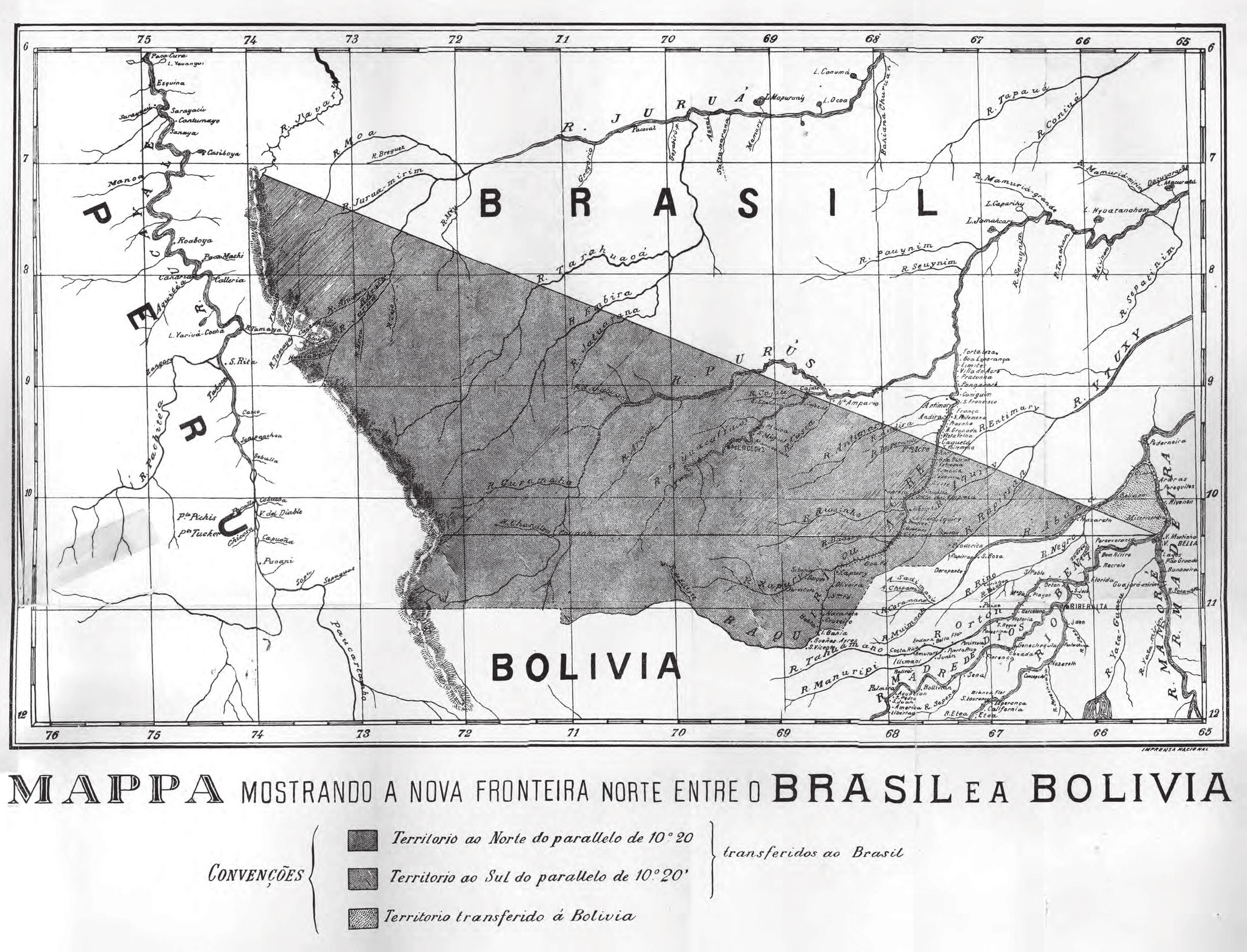
Mapa mostrando o Território do Acre dividido pelo Paralelo 10°20', e o Triângulo do Abunã, cedido à Bolívia.

O tratado estabeleceu as fronteiras entre Brasil e Bolívia, compensando a anexação do Acre por meio da cessão de pequenos territórios próximos à foz do rio Abunã ("Triângulo de Abunã", uma área de 2 296 km²) e na bacia do rio Paraguai (incluindo a Bahia Negra, com 723 km²), do pagamento da quantia de 2 milhões de libras esterlinas, o correspondente a, atualmente, um bilhão de reais.

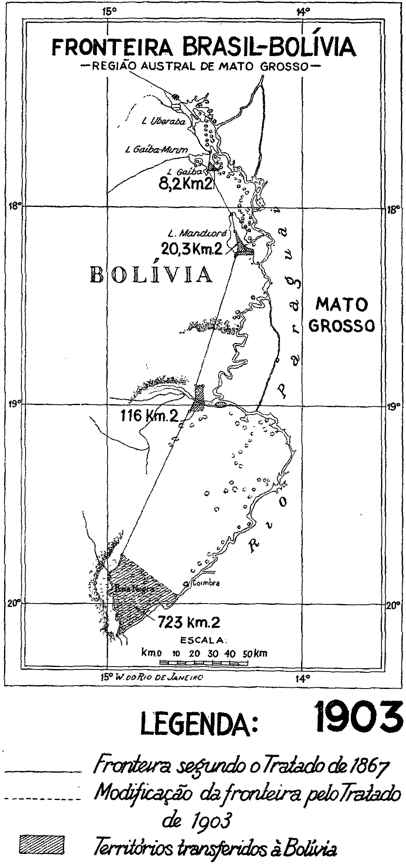
Parte dos territórios cedidos pelo Brasil no Tratado de Petrópolis de 1903

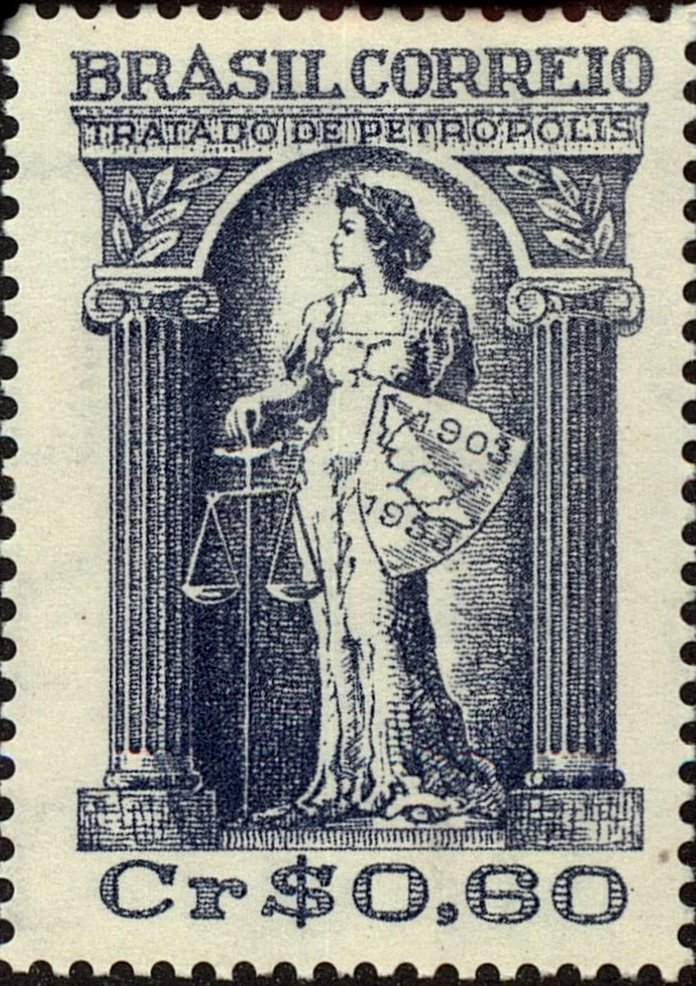
Selo postal de 1953

Como a Bolívia perdeu, após guerra com o Chile, sua saída para o mar, dois artigos do Tratado de Petrópolis obrigaram o Brasil e a Bolívia a estabelecerem um tratado de comércio e navegação que permitisse à Bolívia usar os rios brasileiros para alcançar o oceano Atlântico. Além disso, a Bolívia poderia estabelecer alfândegas em Belém, Manaus, Corumbá e outros pontos da fronteira entre os dois países, assim como o Brasil poderia estabelecer aduanas (alfândegas) na fronteira com a Bolívia.
O Brasil assumiu também a obrigação de construir uma ferrovia "desde o porto de Santo Antônio, no Rio Madeira, até Guajará-Mirim, no Mamoré", com um ramal que atingisse o território boliviano. Era a Estrada de Ferro Madeira-Mamoré: sua licitação se deu em 1905, a construção da ferrovia foi iniciada em 1907 sendo concluída em 1912, a um custo estimado em 25 milhões de dólares (623 milhões a preços atuais ou cerca de dois bilhões de reais). Os cerca de 60 mil homens que trabalharam na obra, conviveram com doenças como a malária, a febre amarela e a disenteria, o que motivou mais de 10 mil mortes e 30 mil internações. Por fim, o Brasil se obrigava a demarcar a nova fronteira com o Peru.
A questão territorial, enfim, era motivada pelo componente econômico da disputa: a fonte de uma das matérias-primas mais valorizadas no mercado internacional, o látex, responsável por milhões de dólares movimentados pela indústria mundial da borracha.

## Consequências
Embora o Tratado de Petrópolis tenha resolvido o conflito fronteiriço entre o Brasil e a Bolívia, essa não foi a última vez em que a fronteira entre os dois países sofreu alterações. O tratado de Natal, de 25/12/1928, definiu trechos de fronteira que ainda não estavam deliminatos o suficiente. E Juscelino Kubitschek, através de Notas Reversais do Acordo de Roboré, de 29 de março de 1958, entregou para a Bolívia mais territórios do Mato Grosso em troca da exploração do petróleo boliviano. O episódio ficou conhecido como Traição de Roboré.
O território do Acre também era disputado pelo Peru, e o final da contenda só ocorreu com a celebração do Tratado do Rio de Janeiro de 1909, depois que o Brasil abriu mão de cerca de 40 000 km² do território acriano.
Por fim, mais de 80 ilhas dos trechos limítrofes nos rios Mamoré e Guaporé, entre elas a Ilha de Guajará-Mirim ainda estão sem a soberania definida; além de que, no rio Paraguai, nove ilhas ainda não foram adjudicadas a um ou outro país. As ilhas, algumas delas com até 300 hectares, são cobertas de vegetação nativa e algumas são habitadas por indígenas.